# Antilhas Neerlandesas nos Jogos Olímpicos de Verão de 1984
As Antilhas Neerlandesas participaram dos Jogos Olímpicos de Verão de 1984 em Los Angeles, Estados Unidos. A nação retornou às Olimpíadas após perder os Jogos Olímpicos de Verão de 1980.

## Resultados por Evento

### Atletismo
100m feminino
- Evelyne Farrell
  - Primeira Eliminatória — 11.94s (→ não avançou)

### Natação
100m livre masculino
- Hilton Woods
  - Eliminatória — 53.92 (→ não avançou, 40º lugar)

- Evert Johan Kroon
  - Eliminatória — 55.20 (→ não avançou, 51º lugar)

200m livre masculino
- Evert Johan Kroon
  - Eliminatória — 1:57.05 (→ não avançou, 38º lugar)

400m livre masculino
- Evert Johan Kroon
  - Eliminatória — 4:12.60 (→ não avançou, 32º lugar)

100m costas masculino
- Petra Bekaert
  - Eliminatória — 1:10.60 (→ não avançou, 30º lugar)